# 小双桥遗址

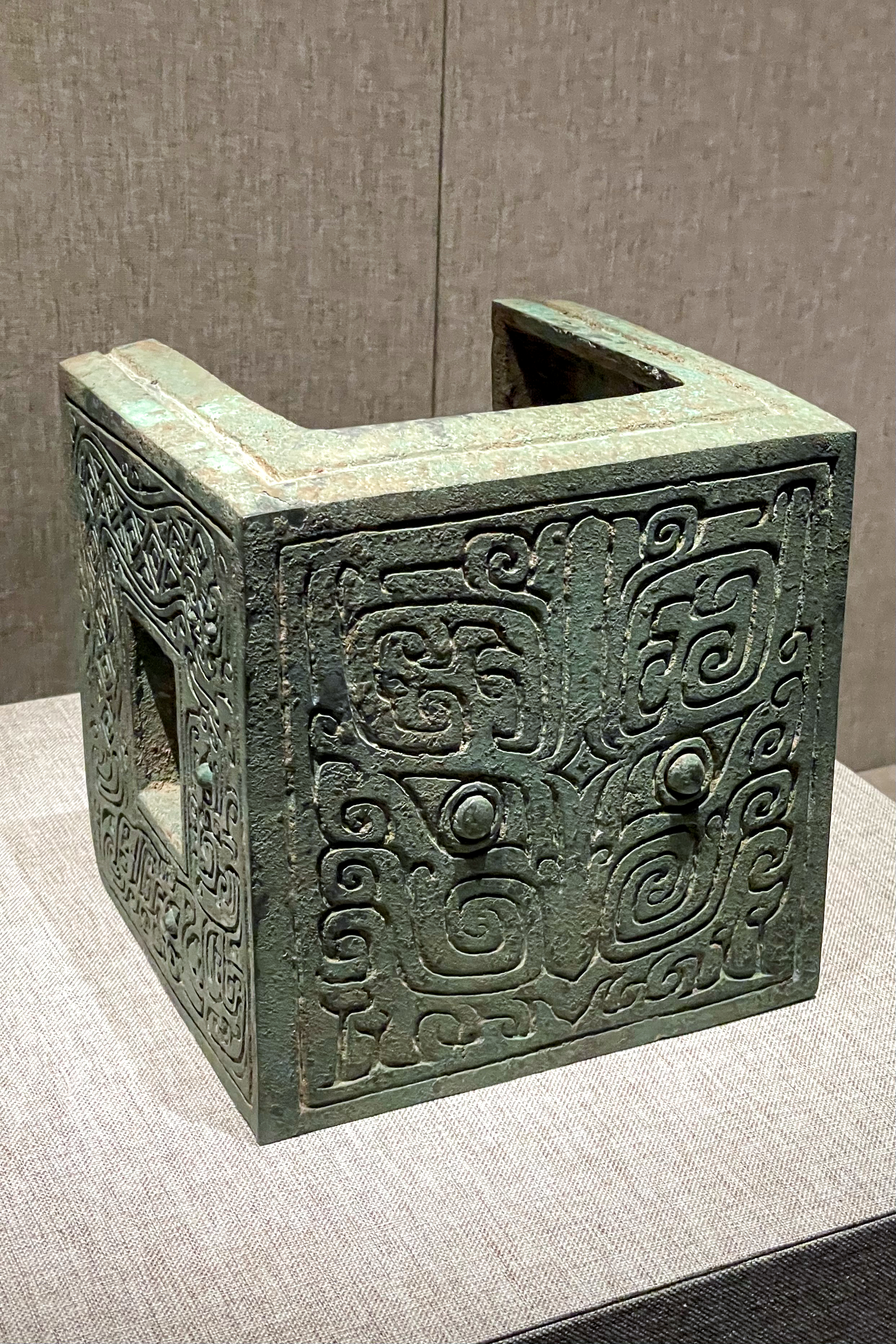
于小双桥遗址发现的商代兽面纹铜建筑饰件

小双桥遗址，位于河南省郑州市中原区石佛镇小双桥村，包括岳岗、葛寨、于庄的一部分。被认为是商君仲丁所迁之隞（嚣）都。
遗址在1989年被发现，建筑主体年代断定为郑州二里冈文化上层二期。1990年以来，对遗址进行了多次考古发掘，1995年列入全国十大考古新发现。2006年5月，中国国务院公布为第六批全国重点文物保护单位。